# Найданов, Владимир Анатольевич
Владимир Анатольевич Найданов (род. 10 февраля 1972, Курган) — российский футболист, полузащитник. Воспитанник курганского футбола. Один из лучших футболистов за всю историю зауральского футбола. За свою карьеру забил более 100 мячей в различных официальных матчах первенств и кубков России. Тренер-преподаватель первой квалификационной категории МБУДО «ДЮСШ-3» г. Кургана.

## Биография
Владимир Анатольевич Найданов родился 10 февраля 1972 года в городе Кургане Курганской области.
Окончил Уральский государственный педагогический университет, учитель физкультуры.
Заниматься футболом начал в ДЮСШ № 3 в Кургане у тренеров В. Н. Прозорова и А. М. Винокурова. В 1989 году выступал за футбольный клуб «Ермак» (Курган), а через год перебрался в футбольный клуб «Сибирь» (Курган) где за год отыграл 40 матчей и забил 5 мячей. Следующий год пропускал, а в 1993 году снова надел майку курганского футбольного клуба «Сибирь».
В 1995 году подписал контракт с клубом «Локомотив» (Нижний Новгород), где за первый год отыграл 32 игры и забил 3 мяча, играл вместе со своими земляками С. С. Шашковым и Е. П. Шурко. В 1999 году стал играть за читинский «Локомотив», в 23 играх хабил один гол. Через год подписал контракт с клубом «Урал» (Екатеринбург), провел 17 официальных игр, забил 3 гола. Потом было брянское «Динамо», 31 игра и 5 забитых мячей. С 2003 году выступал за «Тобол», сыграл 64 матча и забил 10 голов. 4 июля 2010 года на курганском стадионе ДЮСШ № 3 (КЗКТ) сыграл свой прощальный матч.
Позже выступал на чемпионате Курганской области за клуб «Кировец» (Кирово), вместе с Дмитрием Бушмановым; в 2015 году за «Золотой колос» из Каргапольского района, в 2016 году — за «Тобол Д», в 2017 — за «Звезды Динамо».
Работает тренером-преподавателем по футболу в МБУДО «ДЮСШ № 3» города Кургана, имеет первую квалификационноую категорию.

## Достижения

#### Клубные
«Локомотив» Нижний Новгород
- Серебряный призёр первого дивизиона: 1998

#### Личные
- Член Клуба гвардейцев курганского футбола (124 игры).